# Fanger
En fanger er en person der lever af fangst på Grønland. Fangst er både jagt og fiskeri. Fangsten er afhængig af årstid og byttedyr.
| Folkeslag | Spire Denne artikel om folkeslag eller etnografi er en spire som bør udbygges. Du er velkommen til at hjælpe Wikipedia ved at udvide den. |